# Max Müller (psychiatre)
Pour les articles homonymes, voir Max Müller et Müller.
Max Muller (4 septembre 1894 à Berne - 18 février 1980 à Rüfenacht) est un psychiatre suisse. Il est connu pour avoir été le premier à introduire l'insulinothérapie en Suisse à l'hôpital de Münsingen et avoir largement contribué à la diffusion de cette thérapie.
Max Müller appartient au courant psychanalytique et pratique la psychothérapie tant dans le cadre de l'hôpital qu'en pratique privée. Un de ses patients est l'écrivain Friedrich Glauser qui a brièvement entamé une cure avec lui.

## Biographie
Max Müller et le fils du médecin et psychiatre suisse du même nom.
Max Müller étudie la médecine à l'Université de Berne et obtient son diplôme en 1920. Il se marie et fonde une famille. Sa fille Eva deviendra médecin, tout comme son fils Christian Müller.
Il commence sa carrière comme médecin-assistant auprès d'Eugen Bleuler au Burgholzli de Zurich puis comme médecin-chef à l'hôpital psychiatrique de Münsingen. De 1931 à 1954, il est directeur de l'hôpital psychiatrique de Münsingen dans le canton de Berne, où il expérimente l'utilisation de la cure de sommeil, de l'insulinothérapie puis des électrochocs. Comme il est d'usage à l'époque, il vit à l'hôpital avec toute sa famille.
De 1954 à 1963, il est directeur de l'hôpital psychiatrique la Waldau à Berne ainsi que professeur ordinaire de psychiatrie à l'Université de Berne.

## Affiliations
Jusqu'en 1928, Max Müller est membre de l'association psychanalytique allemande Internationale psychoanalytische Vereinigung, IPV (association psychanalytique internationale).

## Nouvelles méthodes de traitement

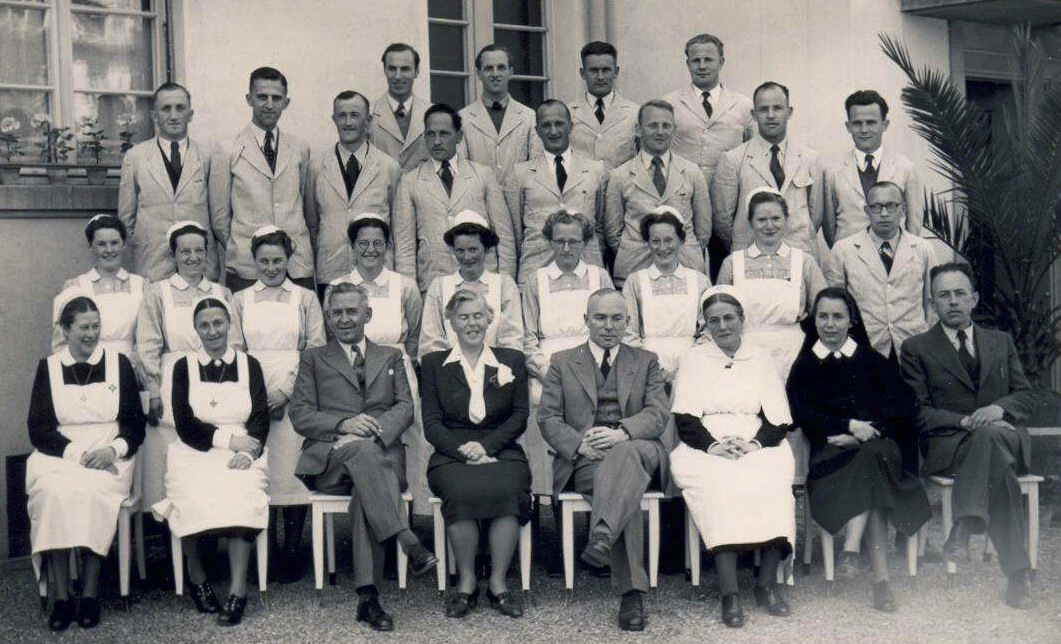
Photo de groupe lors d'un cours donné à l'hôpital psychiatrique de Münsingen, 1948.Max Müller est assis au premier rang, il est le troisième à partir de la gauche

Représentant du courant psychanalytique, Max Müller pratique la psychothérapie au sein même de l'hôpital. II a par ailleurs une pratique privée qu'il abandonne lorsqu'il devient directeur de l'hôpital de Münsingen. Il introduit dans cet hôpital de nouvelles méthodes de traitement somatiques apparues en son temps : la cure de sommeil, l'insulinothérapie puis l'électroconvulsivothérapie. 
À Münsingen, Max Müller encourage fortement la formation des infirmiers en psychiatrie ainsi que le développement des premiers traitements en ambulatoire, à l'extérieur de l'hôpital. Ces nouvelles techniques offrent l'espoir d'un traitement efficace contre des maladies psychiatriques réputées incurables : les aliénés n'ont pas besoin de gardiens mais d'infirmiers. Les psychiatres pouvaient aussi espérer changer leur image et celle de leur discipline.

### Cure de sommeil
À la fin du XIXe siècle, la cure de sommeil par hypnose est supplantée par la cure de sommeil chimique, induite par des médicaments dits hypnotiques, à cette époque principalement des barbituriques. En 1925, Max Müller montre le danger du Somnifène par voie parentérale, et préfère utiliser le Dial (Allobarbital), un barbiturique par voie rectale dans une solution de sérum glucosé.
Par cure de sommeil prolongée, il traite la « folie circulaire » (trouble bipolaire au XXIe siècle) et en 1936, il revendique jusqu'à 75 % de bons résultats dans les phases maniaques. 

### Insulinothérapie
Max Müller introduit l'insulinothérapie dès octobre 1935 à l'hôpital de Münsingen et il est le premier à appliquer cette thérapie en Suisse, en traitant les schizophrènes. Il a l'occasion de traiter le danseur Vaslav Nijinski, traité auparavant par Manfred Sakel, mais sans plus de succès. Cependant, il revendique 73 % de guérison complète quand la maladie date de moins de 6 mois, et 50 % quand elle a plus de six mois.
Il contribue fortement à diffuser ce traitement et à faire connaître cet hôpital car plus 270 médecins viennent entre 1935 et 1937 visiter l'hôpital pour se familiariser avec l'insulinothérapie.
Par ailleurs, Max Müller aide des psychiatres juifs à fuir la persécution nazie en leur offrant la possibilité de travailler comme médecin bénévole à Münsingen, ce qui contribue également à la diffusion de l'insulinothérapie car nombre d'entre eux émigrent ensuite aux États-Unis et au Royaume-Uni.

### Électroconvulsivothérapie
À la toute fin de 1939, Max Müller introduit l'électroconvulsivothérapie à l'hôpital de Münsingen . Là encore, il fait œuvre de pionnier en étant le premier à l'utiliser en Suisse,. Max Müller s'est rendu à Milan en novembre 1939 dans la clinique privée du professeur Guiseppe Corberi pour tester par lui-même l'appareil à électrochocs développé par la marque Arcioni,. Il avait commandé le même appareil à l'été 1939 et celui-ci lui est livré en décembre,. 
Tout comme avec l'insulinothérapie, ce nouveau traitement suscite l'intérêt de ses confrères, surtout en Suisse. L'entrée en guerre de l'Italie empêche  toute nouvelle livraison de l'appareil hors Italie. En Suisse même, Max Müller autorise la firme lucernoise Putschert à venir observer l'appareil à l'hôpital de Münsingen, ce qui permet à cette firme de développer son propre appareil.
L'utilisation de l'électroconvulsivothérapie en est alors encore à ses balbutiements. La question du voltage, du nombre de séances ou de leur rapprochement dans le temps ne fait pas consensus et très peu d'articles ont été publiés. 
L'électroconvulsivothérapie dite intensive peut aller jusqu'à six chocs électriques quotidiens pendant plusieurs jours consécutifs. Pour sa part, Max Müller décide de limiter le nombre de séances à deux par semaine et le nombre total de séances à quinze. Il s'agit là du maximum de séances pratiquées à Münsingen, mais en pratique, le traitement est arrêté bien avant si une amélioration significative est constatée.
En 1950, Max Müller recommande cette méthode dans le traitement de la catatonie aigüe. Dans ses mémoires, il mentionne aussi le cas d'un de ses patients diagnostiqué comme mélancolique et qui n'a reçu que 4 séances, sa mémoire, sa confiance en lui, son humeur et son niveau d'activité s'étant suffisamment améliorés pour que Max Müller le déclare guéri et que cet homme reprenne ses activités professionnelles usuelles.

## Psychanalyse
Max Müller publie en 1936 un ouvrage intitulé Prognose und Therapie der Geisteskrankheiten (Prognostic et thérapie des maladies mentales) aux éditions Thieme, qui sont alors une grande maison d'édition de Leipzig spécialisée dans la publication d'ouvrages de médecine. Dans cet ouvrage, Max Müller se réfère explicitement à Freud et à des concepts freudiens dont l'envie du pénis. Qu'un tel ouvrage ait pu paraître en l'Allemagne est considéré comme un exemple du caractère non systématique du rejet de la psychanalyse par le régime nazi, notamment en ce qui concerne des maisons d'éditions spécialisées en médecine. Le fait que Max Müller soit suisse et un élève direct de Bleuler a pu également contribué à ce que son livre soit autorisé à la publication.

## Écrits (sélection)
- (de) Max Müller, Über Heilungsmechanismen in der Schizophrenie, Berlin, Karger, 1930.
- (de) Max Müller, Prognose und Therapie der Geisteskrankheiten., Leipzig, Thieme, 1936.
- (de) Max Müller, Die körperlichen Behandlungsverfahren in der Psychiatrie : Ein Lehr- und Handbuch, Stuttgart, Thieme.
- (de) Max Müller, Erinnerungen : Erlebte Psychiatriegeschichte 1920–1960, Berlin/Heidelberg, Springer, 1982, 504 p..